# Grand Prix de Wallonie 2004
La 45e édition du Grand Prix de Wallonie a eu lieu le 15 septembre 2004. Elle a été remportée par le Belge Nick Nuyens.

## Classement final
Nick Nuyens remporte la course en 4 h 56 min 19 s.
| Classement final, | Classement final, | Classement final, | Classement final,                | Classement final,  |
|                   | Coureur           | Pays              | Équipe                           | Temps              |
| ----------------- | ----------------- | ----------------- | -------------------------------- | ------------------ |
| 1er               | Nick Nuyens       | Belgique          | Quick Step-Davitamon             | en 4 h 56 min 19 s |
| 2e                | Philippe Gilbert  | Belgique          | La Française des Jeux            | + 1 s              |
| 3e                | Jérôme Pineau     | France            | Brioches La Boulangère           | m.t                |
| 4e                | Bert De Waele     | Belgique          | Landbouwkrediet-Colnago          | m.t                |
| 5e                | Dmitriy Fofonov   | Kazakhstan        | Cofidis                          | m.t                |
| 6e                | Geert Verheyen    | Belgique          | Chocolade Jacques-Wincor-Nixdorf | m.t                |
| 7e                | Koos Moerenhout   | Pays-Bas          | Lotto-Domo                       | m.t                |
| 8e                | Christophe Rinero | France            | RAGT Semences                    | + 7 s              |
| 9e                | Nico Sijmens      | Belgique          | Landbouwkrediet-Colnago          | m.t                |
| 10e               | Laurent Brochard  | France            | AG2R Prévoyance                  | m.t                |
| modifier          |                   |                   |                                  |                    |